# Cynthia Enloe
Cynthia Holden Enloe (nascida em 16 de julho de 1938) é uma escritora e teórica feminista. É especialmente conhecida por seu trabalho sobre o gênero e o militarismo e por suas contribuições no campo das relações internacionais feministas. Em 2015, o International Feminist Journal of Politics, em conjunto com a editora acadêmica Taylor & Francis, criou o Prêmio Cynthia Enloe "em homenagem a Cynthia Enloe, pioneira feminista na pesquisa em política internacional e a economia política e a sua considerável contribuição para a construção de uma comunidade acadêmica feminista mais inclusiva."

## Biografia
Cynthia Enloe nasceu em Nova York e cresceu na cidade de Manhasset, Long Island, subúrbio de Nova York. Seu pai era de Missouri e estudou medicina na Alemanha de 1933 a 1936. Sua mãe estudou na Mills College e casou-se com o pai de Enloe, após a graduação.
Depois de concluir sua graduação no Connecticut College, em 1960, ela fez pós-graduação em ciência política na Universidade da Califórnia, em Berkeley. Na Berkeley, Enloe foi a primeira mulher a ser assistente de Aaron Wildavsky, então uma estrela no campo da Política Americana. Por boa parte de sua vida profissional lecionou na Clark University , em Worcester, Massachusetts. Em Clark, Enloe serviu como direta do Departamento de Ciência Política e de Estudos sobre as Mulheres. Enloe recebeu em três ocasiões o prêmio de professora excepcional da Clark University.
No início de sua carreira, Enloe, principalmente, pôs o foco no estudo da política étnica e racial. Sua pesquisa de doutorado foi sobre essas questões na Malásia. Ela escreveu mais de dez livros sobre o tema, mas ainda sem uma perspectiva feminista -- algo que ela admite ser uma "vergonha".
Foi na Clark que Enloe começou seu trabalho sobre o feminismo, no contexto da Guerra do Vietnã. 
Desde então, o trabalho de Enloe enfatizou principalmente a forma como a política feminista e de gênero tem impacto em decisões de segurança e estratégias internacionais. Por exemplo, abordou o tratamento injusto das mulheres em corporações globalizadas e as muitas maneiras em que as mulheres são exploradas no trabalho. Ela também é uma crítica os papéis que as mulheres desempenham em conflitos militares. Ela argumentou que os militares dos EUA são treinados para serem os protetores das mulheres e, em seguida, produzem um ambiente no qual as mulheres são vítimas de violência física.
Aposentada na Clark, Enloe ainda atua em pesquisa na área de desenvolvimento internacional. Também atua como editora nas revistas acadêmicas Signs e International Feminist Journal of Politics. Cynthia Enloe escreveu doze livros, a maioria publicada pela University of California Press. 
Atualmente, vive em Boston.